# Tony Todd
Anthony Tiran „Tony“ Todd (4. prosince 1954 Washington, D.C. – 6. listopadu 2024 Marina del Rey, Kalifornie) byl americký herec. K jeho nejvýznamnějším rolí patří titulní postava ve filmové sérii Candyman a role Williama Bludworthe v sérii Nezvratný osud.

## Život
Narodil se 4. prosince 1954 ve Washingtonu, D.C., vyrůstal v Hartfordu ve státě Connecticut. Absolvoval Connecticutskou univerzitu a později začal studovat divadelní herectví. Měl bratra Isaiaha Lyonse.
Během života odehrál více než 100 filmových rolí. Zahrál si například ve filmech Noc oživlých mrtvol, Candyman či Transformers: Pomsta poražených, ztvárnil také postavu Williama Bludworthe v sérii Nezvratný osud.
Kromě filmu hrál také v divadlech a v televizních seriálech. Mezi ně patří Star Trek: Nová generace, Zákon a pořádek, Xena, Akta X nebo Čarodějky. Věnoval se rovněž dabingu.
Měl dvě děti.
Zemřel na rakovinu 6. listopadu 2024 ve svém domě v Marině del Rey v Kalifornii.

## Filmografie, výběr
- Noc oživlých mrtvol (1990)
- Candyman (1992)
- Vrána (1994)
- Skála (1996)
- Nezvratný osud (2000)
- Nezvratný osud 2 (2003)
- Nezvratný osud 3 (2006)
- Pozemšťan (2007)
- Transformers: Pomsta poražených (2009)
- Nezvratný osud 5 (2011)
- Hell Fest (2018)
- Final Destination: Bloodlines (2025)